# Левин, Яков Аркадьевич
Яков Аркадьевич Левин (1912 — 1942) — советский композитор.

## Биография
В 1938 окончил Киевскую консерваторию по классу композиции Л. Н. Ревуцкого и по классу фортепиано К. Н. Михайлова. С 1933 концертмейстер Капеллы бандуристов УССР и Ансамбля песни и пляски УССР.
Погиб на фронте Великой Отечественной войны в апреле 1942.

## Творчество
Сочинил хоры — «Юность» (на слова В. Н. Сосюры, 1939), «На городи коло броду» (слова Т. Г. Шевченко, 1939), «Оборонная Донбасская» (слова П. Г. Беспощадного, 1939), «Донская казачья» (слова А. Угарова, 1940), а также для голоса и фортепиано — «Песня про Мишу Ратманского» (слова А. Угарова, 1939). Также сочинял музыку к драматическим спектаклям и радиопостановкам, делал музыкальную обработку украинских народных песен.